# Dighe della Turchia

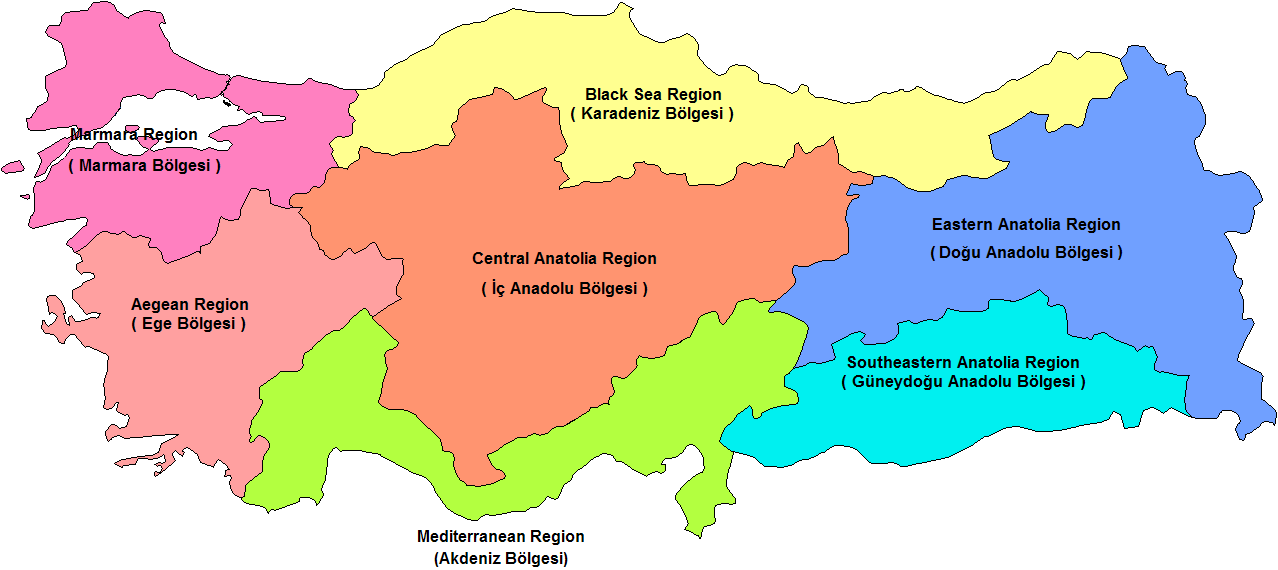
Regioni della Turchia

Ci sono 503 dighe in Turchia all'Ottobre 2009:

## Regione del Mar Egeo
Nella Regione dell'Egeo, la parte occidentale della Turchia, ci sono 45 dighe.
- Adıgüzel, Provincia di Denizli
- Afşar, Provincia di Manisa
- Akdeğirmen, Provincia di Afyonkarahisar
- Akgedik, Provincia di Muğla
- Akköprü, Provincia di Muğla
- Alaçatı, Provincia di İzmir
- Balçova, Provincia di İzmir
- Bayır, Provincia di Muğla
- Beşkarış
- Beydağ
- Buldan
- Cindere
- Çaltıkoru
- Çavdarhisar
- Çine

- Demirköprü
- Enne
- Geyik
- Gökpınar
- Gölmarmara
- Gördes
- Güzelhisar
- Işıklı Gölü
- İkizdere
- Karacasu
- Kavakdere
- Kayaboğazı
- Kemer
- Kestel
- Kureyşler

- Küçükler
- Marmaris
- Mumcular
- Örenler
- Seferihisar
- Selevir
- Sevişler
- Seyitler
- Söğüt
- Tahtalı
- Topçam (Aydın)
- Ürkmez
- Yaylakavak
- Yenidere
- Yortanlı

## Regione del Mar Nero
Vi 51 dighe nella Regione del Mar Nero, la parte nord della Turchia.
- Alaca, Provincia di Çorum
- Almus, Provincia di Tokat
- Alpu, Provincia di Tokat
- Altınkaya, Provincia di Samsun
- Ataköy, Provincia di Tokat
- Atasu, Provincia di Trabzon
- Belpınar
- Beyler
- Bezirgan
- Borçka
- Boztepe (Tokat)
- Çakmak (Samsun)
- Çatak
- Çorum
- Demirözü
- Derbent
- Deriner

- Derinöz
- Dodurga
- Erfelek
- Germeçtepe
- Gölköy
- Gülüç
- Güzelce
- Hasan
- Hasanlar
- Hatap
- Karaçomak
- Karadere
- Kızılcapınar
- Kirazlıköprü
- Koçhisar
- Koruluk
- Kozlu

- Köprübaşı
- Köse
- Kulaksızlar
- Kürtün
- Muratlı
- Obruk
- Ondokuzmayıs
- Saraydüzü
- Sarayözü
- Suat
- Topçam (Ordu)
- Tortum
- Torul
- Uluköy
- Vezirköprü
- Yedikır
- Yenihayat

## Regione dell'Anatolia Centrale
Vi sono 75 dighe nella Regione dell'Anatolia Centrale.
- 4 Eylül, Provincia di Sivas
- Ağcaşar, Provincia di Kayseri
- Akhasan, Provincia di Çankırı
- Akkaya, Provincia di Niğde
- Akköy, Provincia di Kayseri
- Akyar, Provincia di Ankara
- Altınapa, Provincia di Konya
- Altınhisar, Provincia di Niğde
- Apa, Provincia di Konya
- Asartepe, Provincia di Ankara
- Aşağı Karaören
- Ayhanlar, Provincia di Nevşehir
- Ayrancı, Provincia di Karaman
- Bahçelik, Provincia di Kayseri
- Bayındır, Provincia di Ankara
- Beylikova
- Bozkır
- Çamlıdere
- Çamlıgöze
- Çatören
- Çoğun
- Çubuk I
- Çubuk II
- Damsa
- Deliçay
- Derebucak
- Doyduk
- Eğrekkaya
- Ermenek
- Eşmekaya
- Gazibey
- Gebere, Provincia di Niğde
- Gelingüllü
- Gödet
- Gökçekaya, Provincia di Eskişehir
- Gölova
- Güldürcek
- Gümüşler

- Gürsöğüt
- Hirfanlı
- İbrala
- İmranlı
- İvriz
- Kapulukaya
- Karacalar
- Karaova
- Kargı
- Kaymaz
- Kesikköprü
- Kılıçkaya, Provincia di Sivas
- Kovalı
- Kunduzlar
- Kurtboğazı
- Kuzfındık
- Kültepe
- Maksutlu
- Mamasın
- May
- Mursal
- Murtaza
- Musaözü
- Özen
- Porsuk
- Sarımsaklı
- Sarıoğlan
- Sarıyar, Provincia di Ankara
- Sıddıklı
- Sille, Provincia di Konya
- Süreyyabey
- Tatlarin
- Uzunlu
- Yahyasaray
- Yapıaltın
- Yenice
- Yeşilburç

## Regione dell'Anatolia Orientale
Vi sono 35 dighe nella Regione dell'Anatolia Orientale.

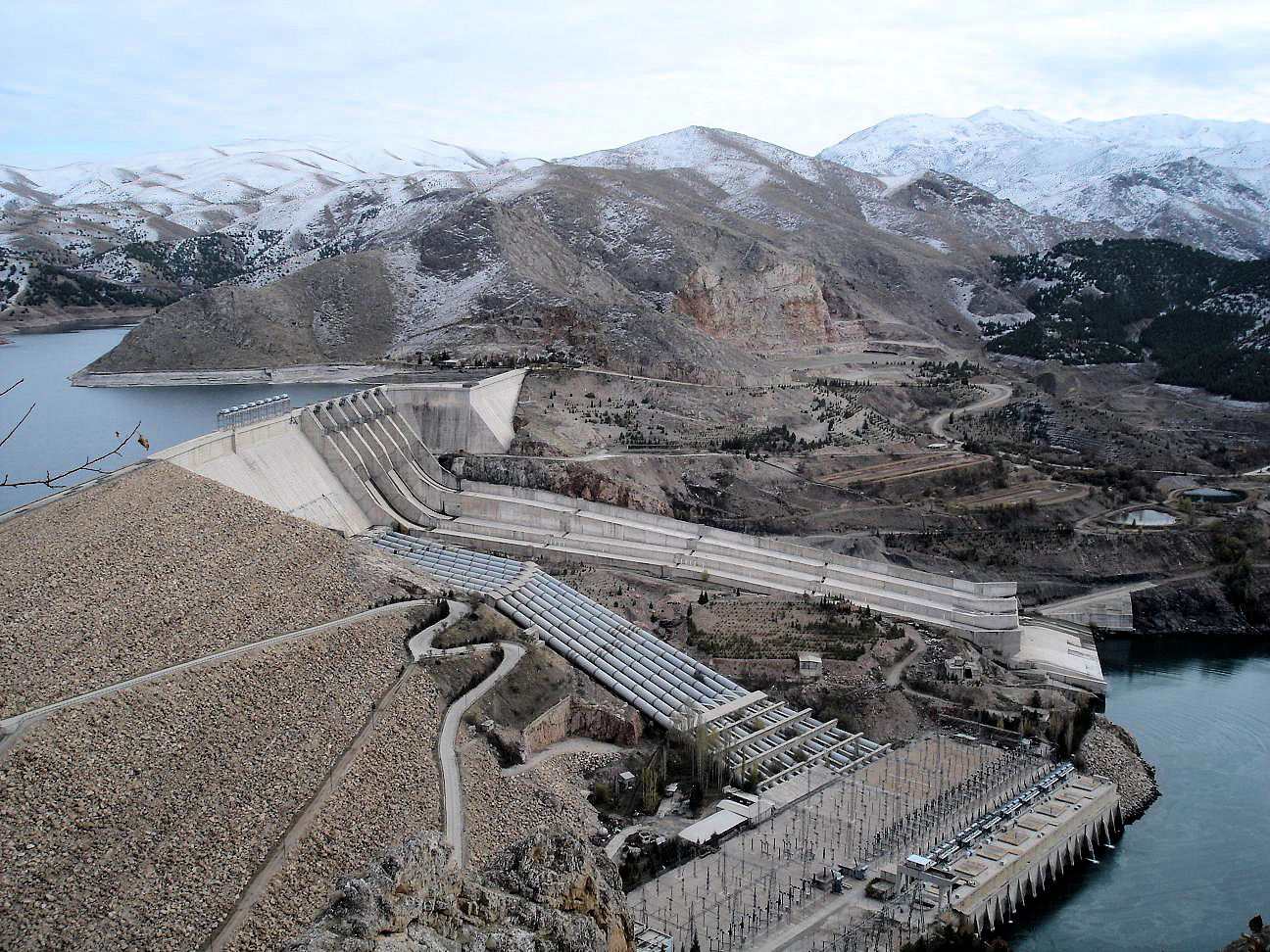
Diga di Keban

- Alpaslan I, Provincia di Muş
- Arpaçay, Provincia di Kars
- Başköy, Provincia di Erzurum
- Bayburt, Provincia di Kars
- Boztepe (Malaytya)
- Cip
- Çamgazi
- Çat
- Çıldır
- Demirdöven
- Dilimli
- Erzincan
- Gayt
- Gülbahar
- Kalecik (Elazığ)
- Kapıkaya
- Keban, Provincia di Elâzığ
- Kığı

- Koçköprü
- Kuzgun
- Medik
- Morgedik
- Özlüce
- Palandöken
- Patnos
- Pazaryolu
- Polat
- Sarımehmet
- Sultansuyu
- Sürgü
- Tercan
- Uzunçayır
- Yazıcı
- Yoncalı
- Zernek

## Regione di Marmara
Ci sono 50 dighe nella Regione di Marmara nel nordest della Turchia.
- Alibey, Provincia di Istanbul
- Altınyazı, Provincia di Edirne
- Armağan, Provincia di Kırklareli
- Atikhisar, Provincia di Çanakkale
- Ayvacık, Provincia di Çanakkale
- Babasultan, Provincia di Bursa
- Bakacak, Provincia di Çanakkale
- Bayramdere
- Bayramiç
- Boğazköy
- Büyükçekmece
- Büyükorhan
- Çakmak (Edirne)
- Çamköy
- Çaygören
- Çınarcık
- Çokal

- Darıdere
- Darlık
- Demirtaş
- Doğancı I
- Doğancı II
- Elmalı II
- Gökçe
- Gökçeada
- Gölbaşı
- Gönen
- Günyurdu
- Hamzadere
- Hasanağa
- Havran
- İkizcetepeler
- Kadıköy
- Karaidemir

- Kayalıköy
- Kırklareli
- Kızıldamlar
- Kirazdere
- Koyuntepe
- Madra
- Manyas
- Ömerli
- Sarıbeyler
- Sazlıdere
- Sultanköy
- Süloğlu
- Taşoluk
- Tayfur
- Terkos
- Umurbey

## Regione del Mar Mediterraneo
Vi sono 40 dighe nella Regione del Mar Mediterraneo nel sud della Turchia.
- Adatepe, Provincia di Kahramanmaraş

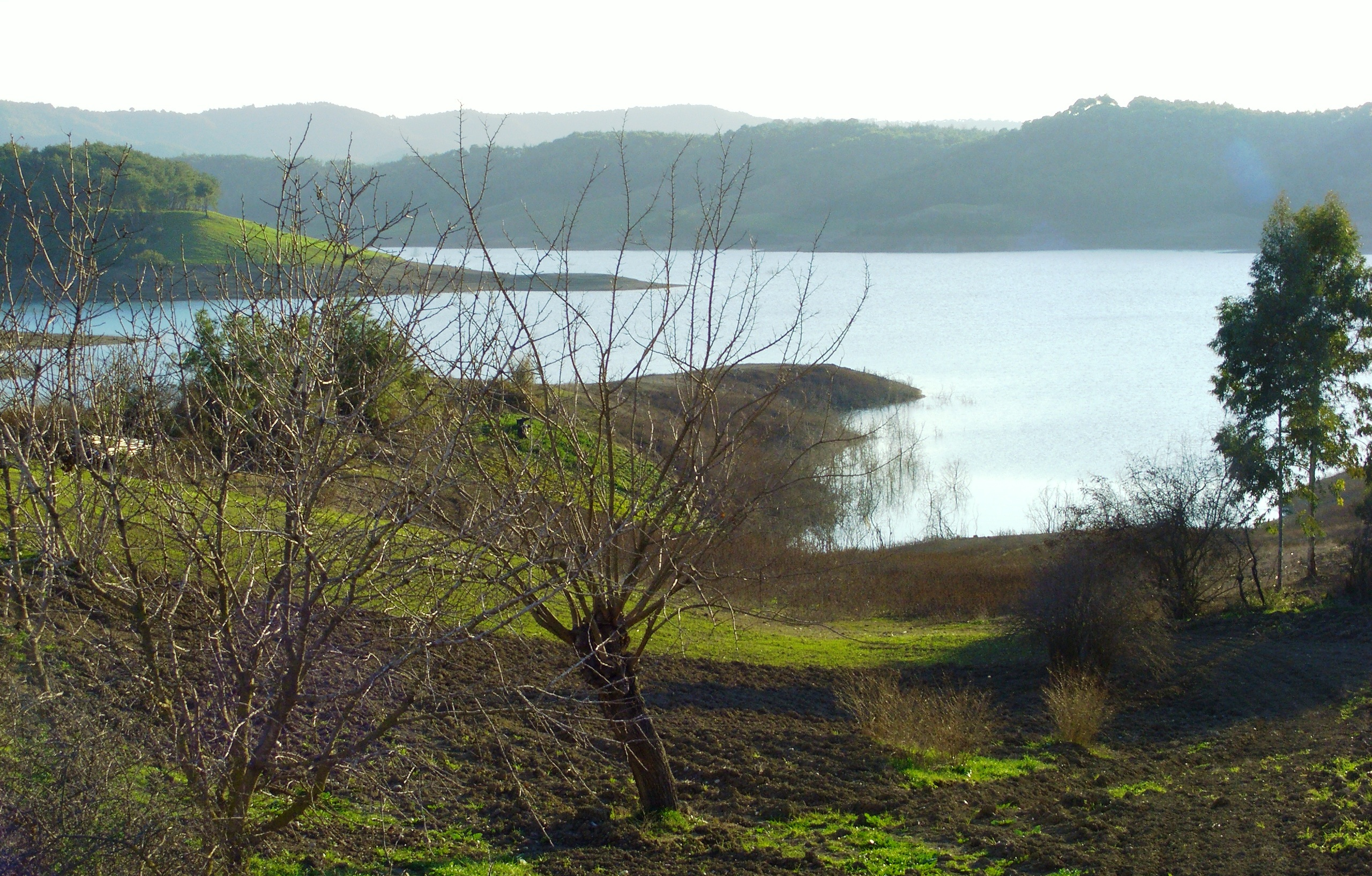
Diga di Çatalan

- Alakır, Provincia di Antalya
- Aslantaş, Provincia di Osmaniye
- Ayvalı, Provincia di Kahramanmaraş
- Bademli, Provincia di Burdur
- Belkaya
- Berdan
- Berke, Provincia di Osmaniye
- Çatalan
- Çavdır
- Çayboğazı
- Dim
- Gezende
- Kalecik (Osmaniye)
- Karacaören I
- Karacaören II
- Karaçal
- Karamanlı
- Kartalkaya
- Kılavuzlu

- Kızılsu
- Korkuteli
- Kozan
- Kozağacı
- Manavgat
- Mehmetli
- Menzelet
- Nergizlik
- Onaç I
- Onaç II
- Oymapınar, Provincia di Antalya
- Seyhan, Provincia di Adana
- Sır, Provincia di Kahramanmaraş
- Sorgun
- Sücüllü
- Tahtaköprü
- Uluborlu
- Yapraklı
- Yarseli
- Yayladağ

## Regione dell'Anatolia Sud Orientale
Nella Regione dell'Anatolia Sud Orientale vi sono 15 dighe.
- Atatürk, Provincia di Adıyaman e Provincia di Şanlıurfa
- Batman, Provincia di Batman
- Birecik, Provincia di Şanlıurfa
- Devegeçidi, Provincia di Diyarbakır
- Dicle, Provincia di Diyarbakır
- Dumluca
- Göksu
- Hacıhıdır

- Hancağız
- Ilısu, Provincia di Şırnak
- Karakaya, Provincia di Diyarbakır e Provincia di Mardin

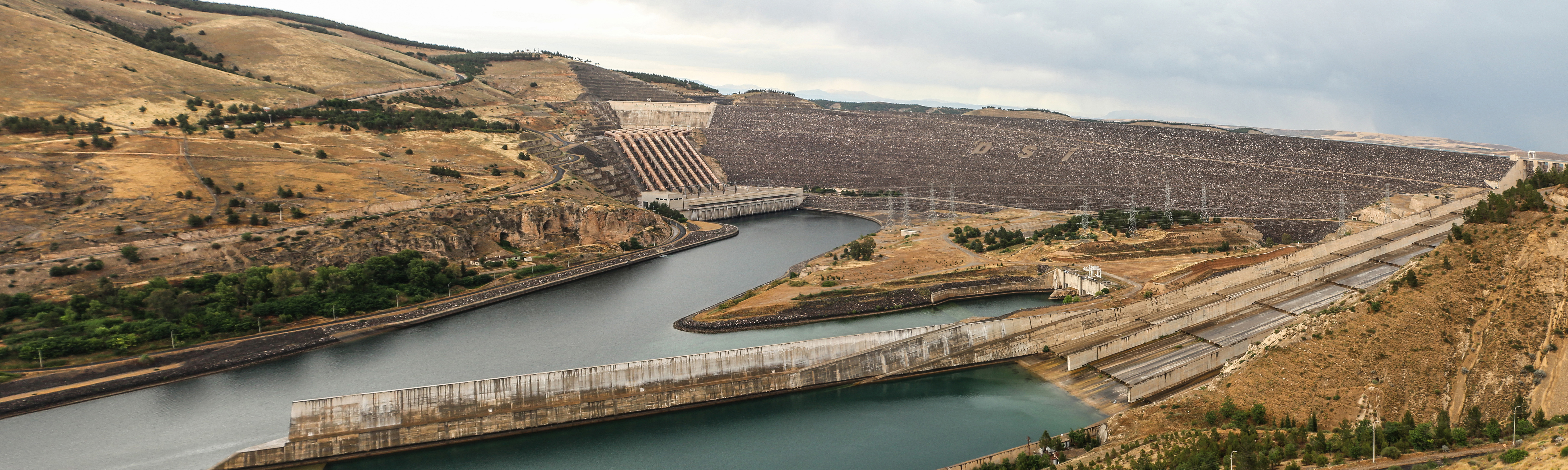
Diga di Atatürk

- Karkamış, Provincia di Gaziantep
- Kayacık
- Kralkızı, Provincia di Batman
- Seve